# Novopokróvskoye (Krasnodar)
Novopokróvskoye (del ruso: Новопокровское) es un selo del raión de Krymsk del krai de Krasnodar, en Rusia. Está situado en orilla derecha del río Psebeps, tributario del Adagum, afluente por la izquierda del río Kubán, en las inmediaciones de su delta, 30 km al noroeste de Krymsk y 103 km al oeste de Krasnodar. Tenía 188 habitantes en 2010
Pertenece al municipio Adagúmskoye.